# Бошњагу (Калараш)
Бошњагу (рум. Boșneagu) насеље је у Румунији у округу Калараш у општини Доробанцу. Oпштина се налази на надморској висини од 32 m.

## Становништво
Према подацима из 2002. године у насељу је живело 524 становника, од којих су сви румунске националности.